# Предраг Ракић
Предраг Ракић познатији као Шеки је југословенски  и босанскохерцеговачки бубњар и музички менаџер. Први успех постигао је као оригинални члан поставе босанскохерцеговачке гаражне рок групе Забрањено пушење.

## Каријера
Ракић се прикључио групи Забрањено пушење 1984. године. Радио је са бендом на прва два албума : Das ist Walter (1984) and Док чекаш сабах са шејтаном (1985). Године 1986. напустио је бенд заједно са још неколико музичара.
Ракић је наступио на једином студијском албуму Ухуху-а који носи име бенда, а објављен је 1988. године. Године 1989. приступио је словеначком рок бенду Соколи. Допринео је свим њиховим издањима као што су Битка за рањенце (1989), Марија помагај (1990) и Сатан је блазн зматран (1992). Убрзо након објављивања албума 1990. године, Ракић је изашао из бенда, а 1992. године појавио се на њиховом трећем студијском албуму као гостујући музичар.
Данас живи и ради у Словенији.

## Дискографија
Забрањено пушење
- Das ist Walter (1984)
- Док чекаш сабах са шејтаном (1985)